# SAA2-SAA4
SAA2-SAA4 (англ. SAA2-SAA4 readthrough) – білок, який кодується однойменним геном, розташованим у людей на 11-й хромосомі. Довжина поліпептидного ланцюга білка становить 208 амінокислот, а молекулярна маса — 23 353.
| 10         |  | 20         |  | 30         |  | 40         |  | 50         |
| ---------- |  | ---------- |  | ---------- |  | ---------- |  | ---------- |
| MKLLTGLVFC |  | SLVLSVSSRS |  | FFSFLGEAFD |  | GARDMWRAYS |  | DMREANYIGS |
| DKYFHARGNY |  | DAAKRGPGGA |  | WAAEVISTMR |  | LFTGIVFCSL |  | VMGVTSESWR |
| SFFKEALQGV |  | GDMGRAYWDI |  | MISNHQNSNR |  | YLYARGNYDA |  | AQRGPGGVWA |
| AKLISRSRVY |  | LQGLIDCYLF |  | GNSSTVLEDS |  | KSNEKAEEWG |  | RSGKDPDRFR |
| PDGLPKKY   |  |            |  |            |  |            |  |            |

A: Аланін

C: Цистеїн

D: Аспарагінова кислота

E: Глутамінова кислота

F: Фенілаланін

G: Гліцин

H: Гістидин

I: Ізолейцин

K: Лізин

L: Лейцин

M: Метіонін

N: Аспарагін

P: Пролін

Q: Глутамін

R: Аргінін

S: Серин

T: Треонін

V: Валін

W: Триптофан